# Cultuurlandschap

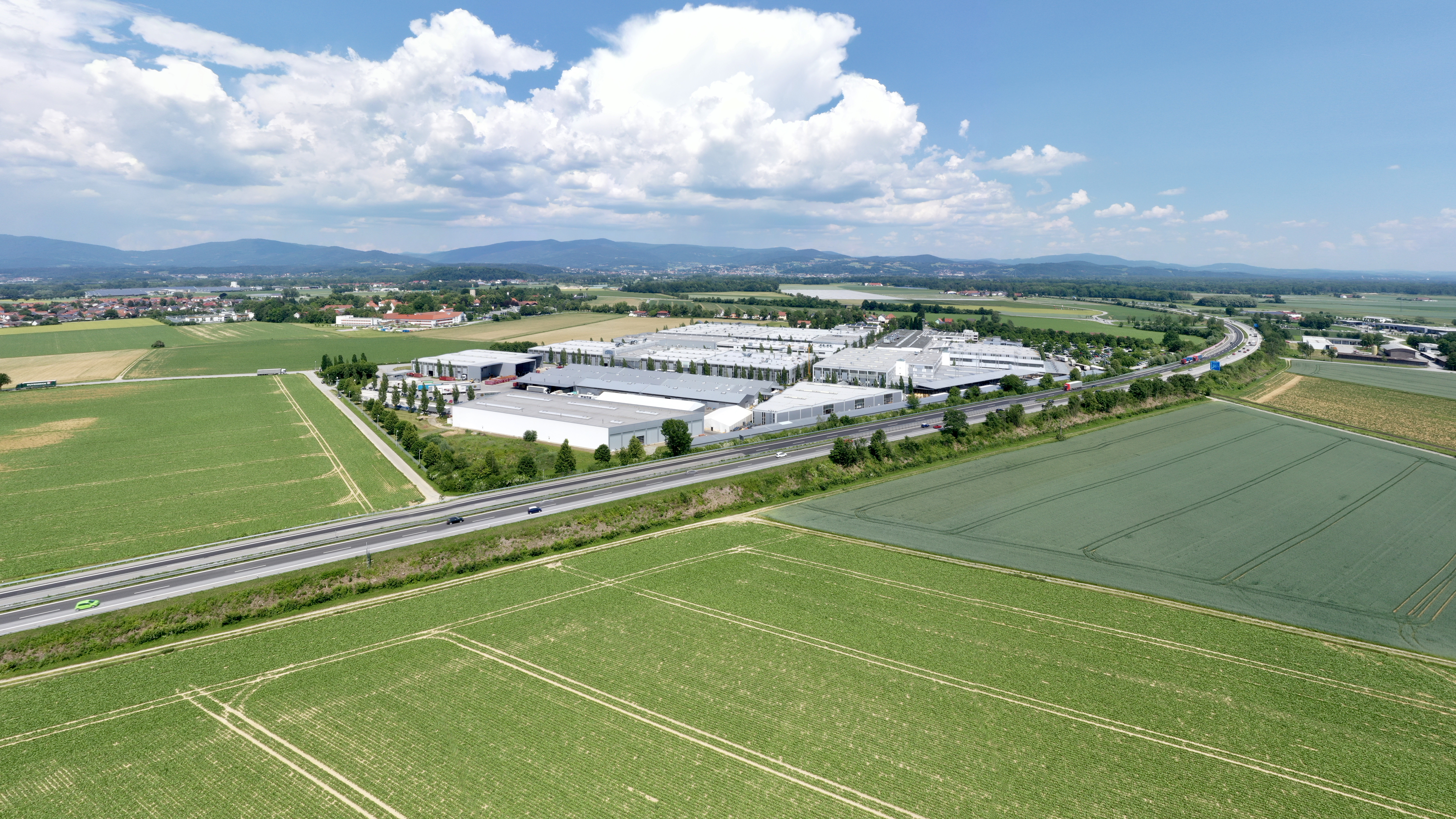
Cultuurlandschap in Beieren (Duitsland)

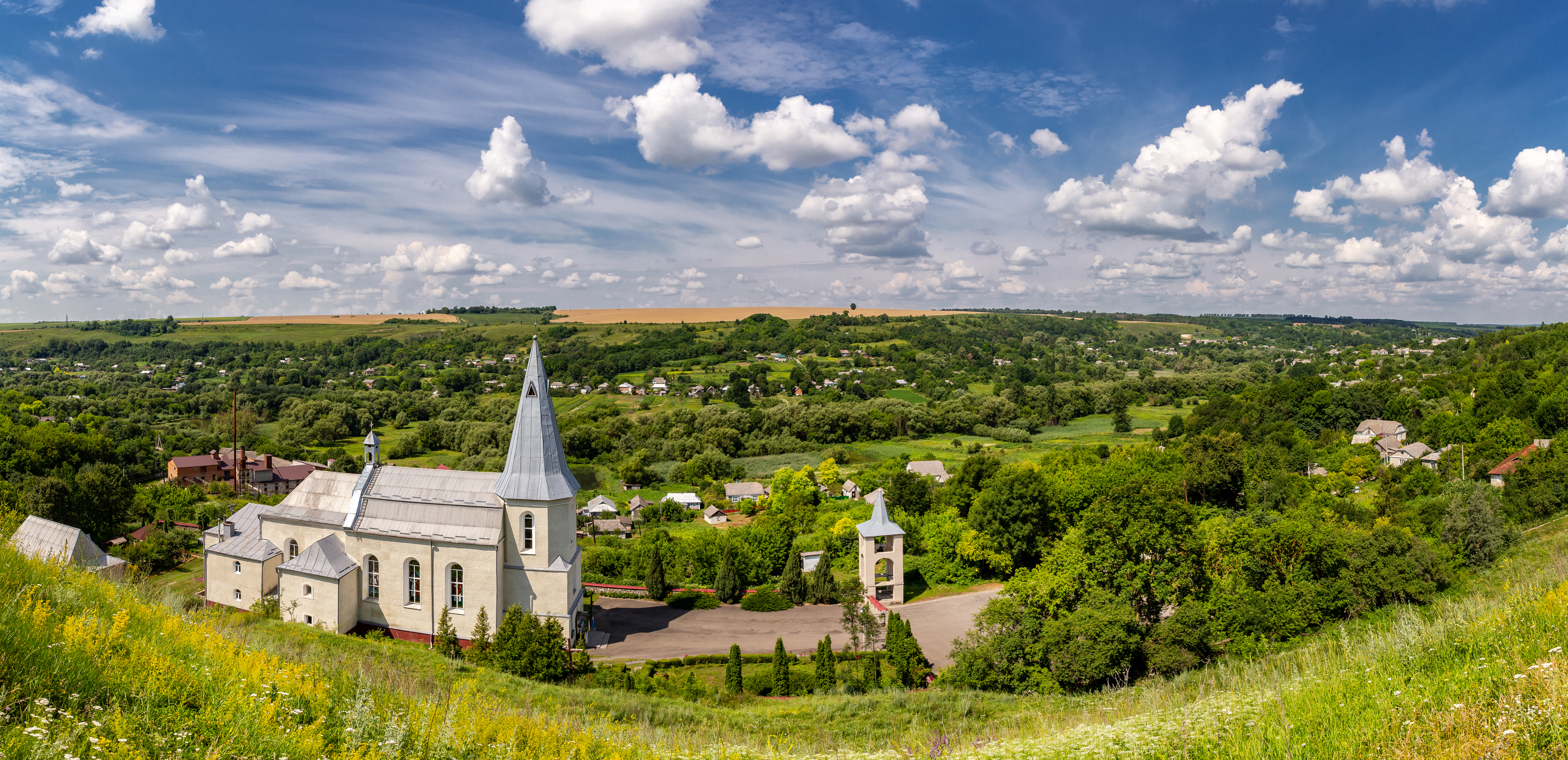
Cultuurlandschap in Chmelnytsky (Oekraïne)

Een cultuurlandschap is een landschap dat onder invloed van de mens is gevormd.
Duitse geografen als Carl Ritter (1832), Joseph Wimmer (1885) en Friedrich Ratzel (1895) introduceerden de term (historisch) cultuurlandschap als tegenhanger van het begrip natuurlandschap. Het begrip is sterk gekleurd door de opvattingen van de Duitse volkskundige Wilhelm Heinrich Riehl, die de eenheid van mensen en land (Land und Leute) benadrukte. Vergelijkbare opvattingen had Amerikaan George Perkins Marsh (1864) en de Fransman Paul Vidal de la Blache, die de term paysage hanteerde. Carl Sauer (1925), grondlegger van de culturele geografie introduceerde het Europese begrippenkader in de Verenigde Staten; hij stelde de synthetische beschrijving van cultuurlandschappen tegenover de strikt ruimtelijke benadering van zijn collega Richard Hartshorne.

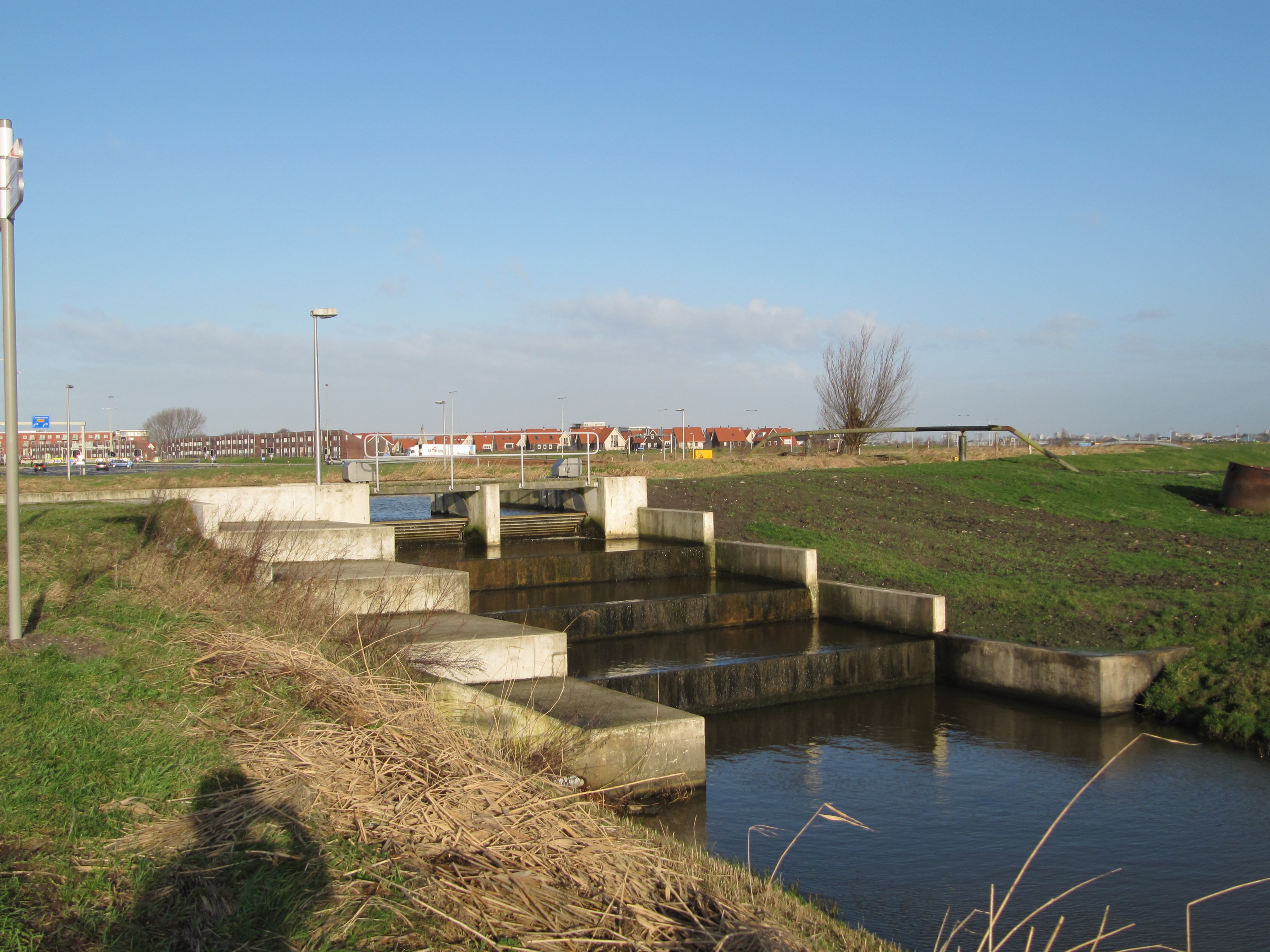
Een polder met waterinlaat.

In België en Nederland behoort zo goed als elke vierkante meter tot het cultuurlandschap. De huidige agrarische cultuurlandschappen zijn meestal ontwaterd, geperceleerd, ontsloten en voorzien van infrastructuur. Cultuurlandschappen zijn niet alleen in gebruik voor landbouw maar ook voor stedenbouw en voor industrie, hoewel men dan vaak van stedelijke of industriële landschappen spreekt. Sommige oude cultuurlandschappen zijn rijk aan biodiversiteit, vermoedelijk door de beperkte en constante mate van menselijk ingrijpen. Door verlies van de economische functie zijn sommige van deze landschappen lange tijd bedreigd geweest, zoals bij het heidelandschap en beeklandschappen.
Natuur in de betekenis van wildernis is in Europa vrijwel nergens meer te vinden. In feite kunnen we zelfs zeggen dat de ontwikkeling van nieuwe natuur een cultuurfenomeen vertegenwoordigt ('terug naar de oernatuur') en dat deze "natuurgebieden" dus feitelijk cultuurlandschappen zijn, gevormd onder invloed van het menselijk denken en handelen.

## Fotogalerij

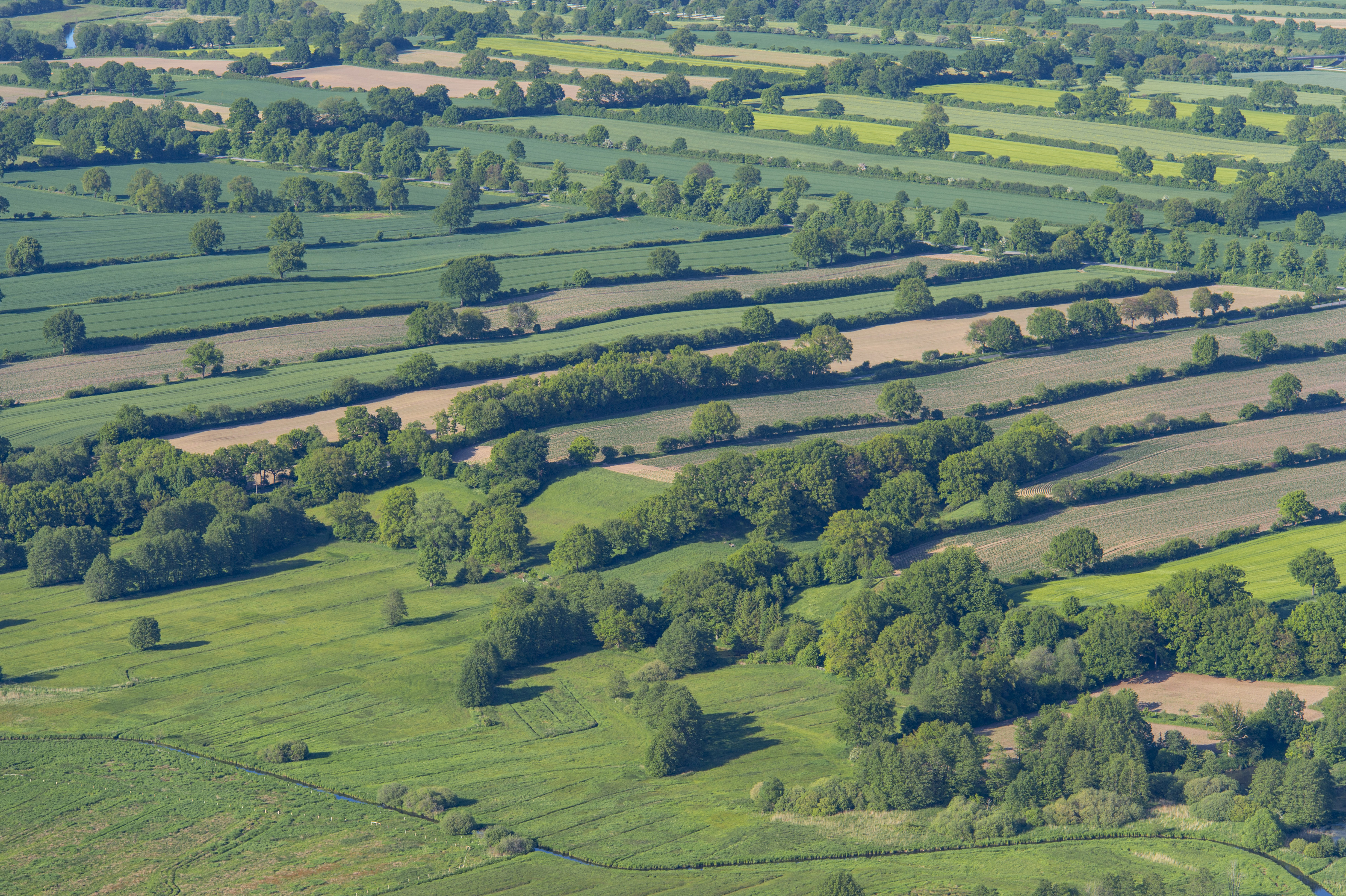
Oud agrarisch cultuurlandschap in Kreis Segeberg
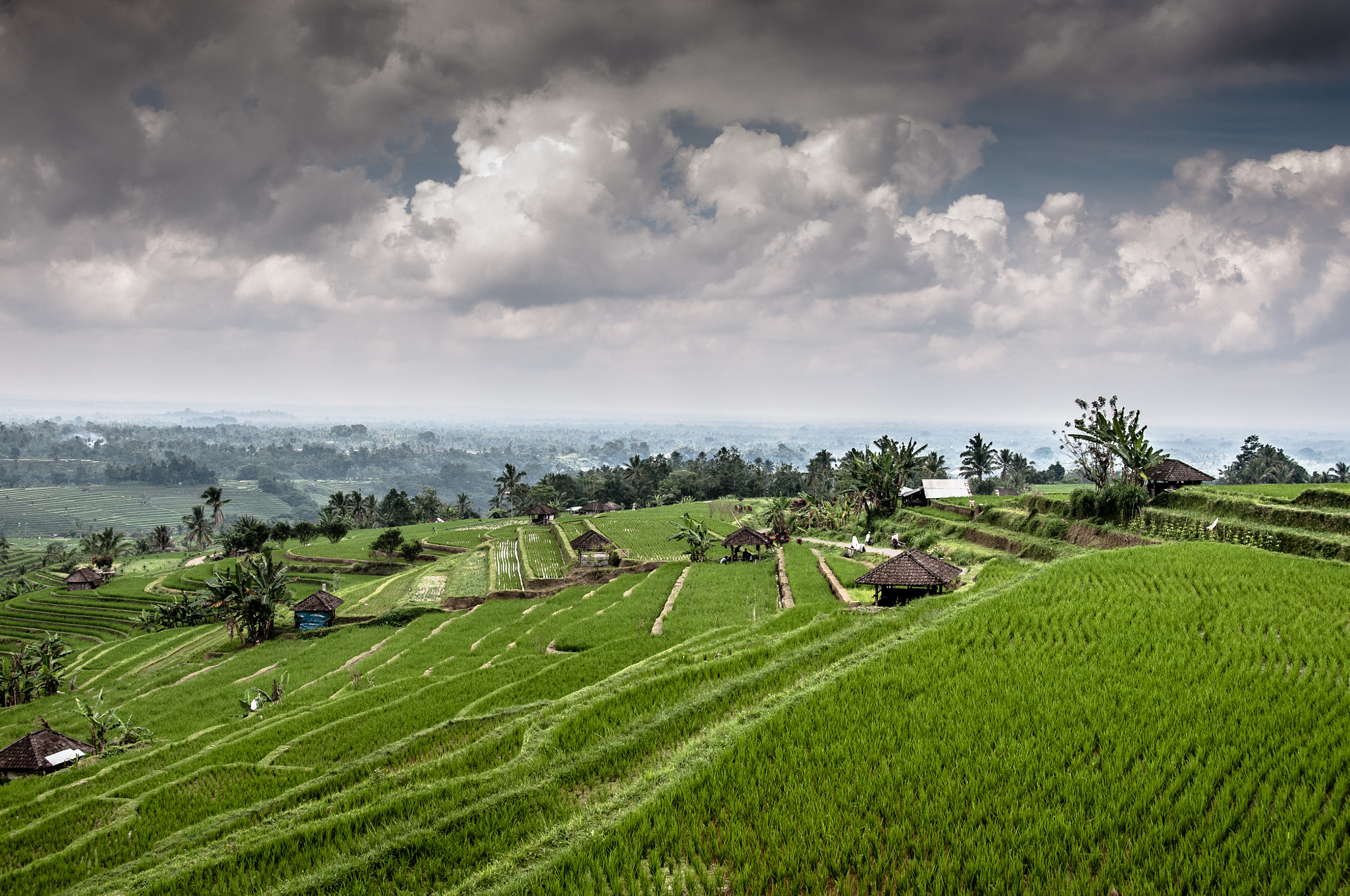
Cultuurlandschap in Bali